# Sopdet
Sopdet, også kendt som Sothis i græsk mytologi (Græsk: Σῶθις, Sō̂this), er i den egyptiske mytologi navnet på stjernen Sirius (Hundestjernen) samt dens personificering som en egyptisk gudinde. Hun bliver afbildet som en gudinde med en femtakket stjerne på sit hoved.
Hendes mand var guden Sah fra det nærliggende stjernebillede Orion og hendes søn Soped eller Sopdu.
I den egyptiske kalender, indvarslede den første årlige fremkomst af Sirius over horisonten, det egyptiske nytår og ligeledes den periode hvor Nilen ville gå over sine bredder. Sopdet blev herfor æret som gudinden, der bragte fertilitet til jorden.